# 張撫夷
張撫夷（ちょうぶい、生没年不詳）は、魏の朝鮮植民地の帯方太守。

## 人物
1911年と1912年に黄海道鳳山郡文井面石城里から「帯方太守張撫夷」の銘をもつ塼室墓が出土している。発掘調査は日本人学者によっておこなわれたが、塼室墓の構造は地上に構築された煉瓦とそれを覆う墳丘で構築されており、天井の構造は穹窿式であった。副葬品は盗掘されており、ほとんど残っていなかったが、墳丘の築造に使用された煉瓦には文字が刻印されており、煉瓦には「使君帶方太守張撫夷塼」「張使君」「大歲在戊漁陽張撫夷塼」「大歲申漁陽張撫夷塼」などの銘文が刻まれており、この銘文によって墓主は、中国河北省薊州出身の帯方太守張撫夷であることが判明した。